# Idiota (canção)
"Idiota" é uma canção do cantor brasileiro Jão, gravada para o seu terceiro álbum de estúdio, Pirata (2021). Jão escreveu a canção com Pedro Tófani e Guilherme Pereira, com sua produção sendo realizada pelo próprio cantor com Zebu. "Idiota" foi lançada como o terceiro single do álbum em 9 de fevereiro de 2022. Uma versão em espanhol com a cantora mexicana Danna Paola foi lançada em 2 de outubro de 2023.

## Antecedentes e lançamento
Em novembro de 2020, durante uma entrevista com à revista Quem, Jão revelou que estava preparando seu terceiro álbum para 2021, afirmando: "A sonoridade é bem diferente do que eu já fiz. É um momento novo para mim, apesar de ser um caminho natural". Cinco meses depois, em entrevista à GQ, o artista declarou que ainda estava trabalhando no disco. "Quero que o novo álbum transmita esse sentimento de exploração, de aventura, porque todas as músicas giram em torno disso. E não quer dizer que elas sejam felizes ou tristes, sabe? Acho que tem muita nuance. É meu álbum com mais nuances até agora".
"É uma das minhas faixas preferidas do álbum, é uma das que eu mais escuto. E a gente quis transformá-la numa balada meio anos 90, meio anos 80, com coisas dos anos 60, com surf rock. Ela definiu muito uma outra parte do álbum, porque, a partir dela, a gente descobriu que ele tinha estas duas caras: uma mais eletrônica e dance, e essa outra cara mais nostálgica e rock, que tem em muitas faixas. Então ela foi uma faixa muito importante e é uma das que eu mais gosto". – Jão sobre "Idiota", Apple Music
Em 13 de outubro, Jão anunciou que o álbum se chamaria Pirata. Em 18 de outubro, ele revelou a lista de faixas de Pirata, onde "Idiota" aparece em terceiro lugar, e lançou o álbum em 19 de outubro de 2021. Um lyric video da canção foi lançado em 28 de outubro de 2021. "Idiota" foi lançada como terceiro single do álbum em 9 de fevereiro de 2022. Uma versão em espanhol com a cantora mexicana Danna Paola foi lançada em 2 de outubro de 2023.

## Composição
"Idiota" foi escrita por Jão, Pedro Tófani e Zebu. Musicalmente, a canção foi descrita como pop. Escrita na chave de Mi menor, a canção tem um andamento moderado de 132 batidas por minuto.
De acordo com Pedro Paulo Furlan da Nação da Música, "'Idiota' apresenta-se com uma batida tão pop que é quase impossível perceber que ela foi criada em cima de estrofes que não são tradicionais desse gênero musical. Usando de instrumentos de sopro, isso quando o ritmo acelera, a faixa é sentimental porque lembra a qualquer um que escuta de uma pessoa com a qual amamos passar o tempo, mesmo sabendo que um dia ela vai ir embora, como um navio desaparecendo na linha do horizonte". A equipe do Tracklist, notou que a canção tem uma pegada dançante e fala "sobre amar demasiadamente o parceiro em um relacionamento que a intensidade não está recíproca".

## Videoclipe

### Produção e lançamento
O vídeo foi gravado em 27 de janeiro de 2022. Em 3 de fevereiro de 2022, Jão anunciou o lançamento do videoclipe da canção. O videoclipe foi lançado em 9 de fevereiro de 2022. Foi dirigido por Pedro Tófani. O vídeo faz referência a filmes como Titanic, O Segredo de Brokeback Mountain, 10 Coisas que Eu Odeio em Você, Homem-Aranha e Dona Flor e Seus Dois Maridos, e ao casal Ayrton Senna e Xuxa.

## Apresentações ao vivo

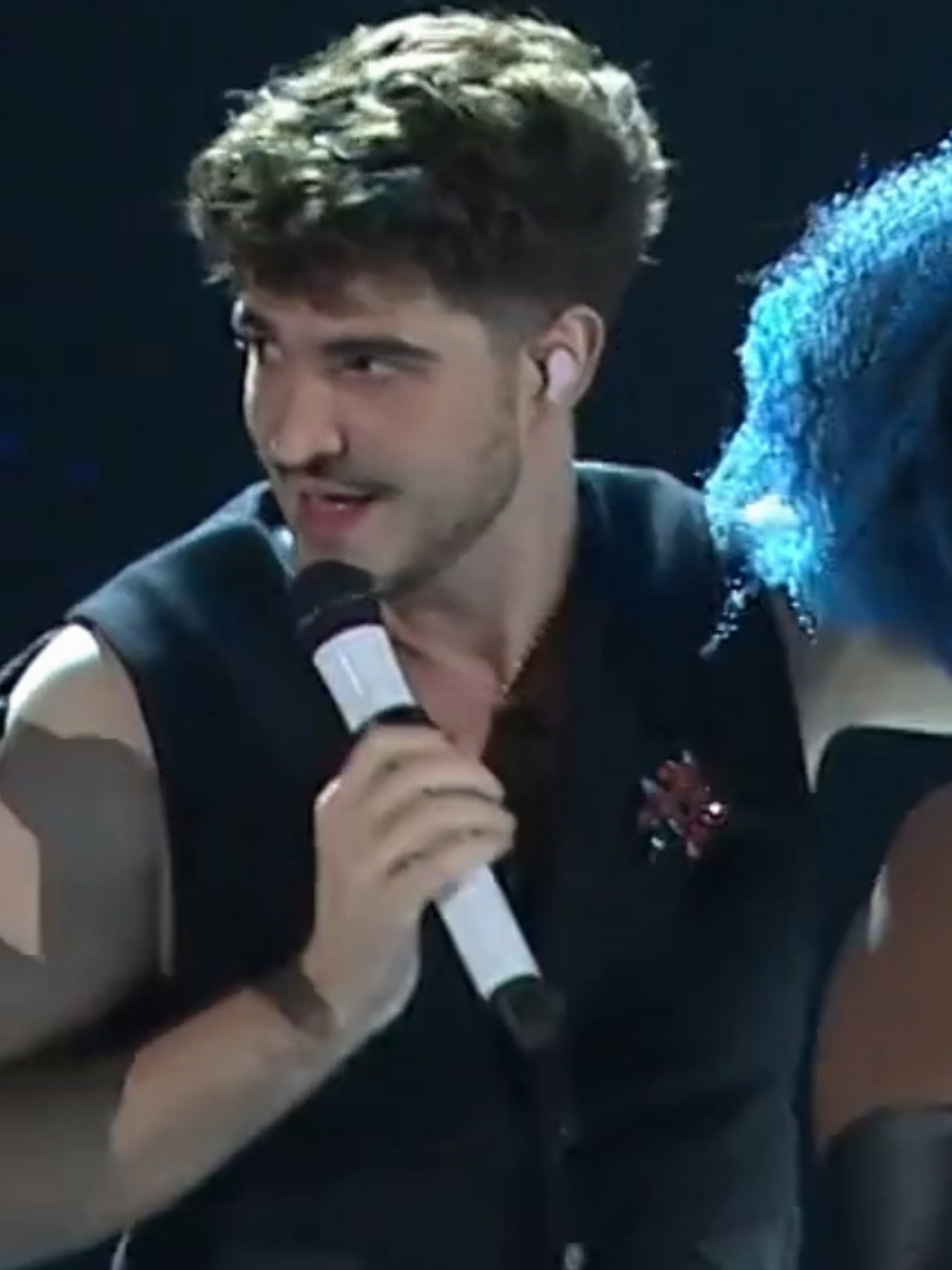
Jão apresentando "Idiota" no Prêmio Multishow de Música Brasileira 2022

Em outubro de 2021, Jão cantou "Idiota" pela primeira vez em um vídeo pré-gravado, publicado no YouTube. Em 16 de novembro, Jão cantou a canção em um show ao vivo no TikTok. Ele cantou a canção no Encontro com Fátima Bernardes em 29 de novembro. Jão incluiu "Idiota" na set list de sua Turnê Pirata. No dia 5 de abril de 2022, ele cantou a canção como parte do show de abertura da banda estadunidense Maroon 5, no Allianz Parque, em São Paulo. Dezesseis dias depois, ele cantou a canção no TVZ. Em 21 de junho, ele retornou ao Encontro e cantou a canção. Jão cantou "Idiota" com Skank no MTV MIAW Brasil 2022 em 26 de julho. Em 10 de outubro, ele cantou a canção na Rolling Stone Sessions e várias faixas de seus álbuns anteriores. Em 18 de outubro, ele cantou a canção no Prêmio Multishow de Música Brasileira 2022, juntamente com "Meninos e Meninas". Em 17 de novembro, ele cantou a canção no pré-show do Grammy Latino de 2022.

## Prêmios e indicação
| Ano  | Prêmio                                | Categoria                          | Resultado | Ref.   |
| ---- | ------------------------------------- | ---------------------------------- | --------- | ------ |
| 2022 | SEC Awards                            | Música do Ano                      | Indicado  | [ 31 ] |
| 2022 | SEC Awards                            | Clipe do Ano                       | Indicado  | [ 31 ] |
| 2022 | MTV Millennial Awards Brasil          | Hino do Ano                        | Indicado  | [ 32 ] |
| 2022 | MTV Millennial Awards Brasil          | Clipão da Porra                    | Indicado  | [ 32 ] |
| 2022 | MTV Millennial Awards Brasil          | Hino de Karaokê                    | Indicado  | [ 32 ] |
| 2022 | Prêmio Multishow de Música Brasileira | Hit do Ano                         | Indicado  | [ 33 ] |
| 2022 | Prêmio Multishow de Música Brasileira | Clipe TVZ do Ano                   | Indicado  | [ 33 ] |
| 2022 | Trends Brasil Conference              | Single 2021                        | Venceu    | [ 34 ] |
| 2022 | Grammy Latino                         | Melhor Canção em Língua Portuguesa | Indicado  | [ 35 ] |
| 2022 | BreakTudo Awards                      | Clipe Nacional                     | Indicado  | [ 36 ] |
| 2022 | Capricho Awards                       | Hit Nacional                       | Indicado  | [ 37 ] |

## Créditos
Todo o processo de elaboração de "Idiota" atribui os seguintes créditos:
Pessoal
- Jão: vocais, composição, produção
- Guilherme Pereira (como Zebu): composição, produção
- Pedro Tófani: composição, produção

## Desempenho comercial
| País — Tabela musical (2022)     | Melhor posição |
| -------------------------------- | -------------- |
| Brasil (Billboard)               | 23             |
| Brasil (Crowley Top 100 Airplay) | 85             |
| Brasil (Crowley Pop Nacional)    | 2              |
| Portugal (AFP)                   | 17             |

| País — Tabela musical (2022) | Melhor posição |
| ---------------------------- | -------------- |
| Brasil (PMB Streaming)       | 24             |

| País — Tabela musical (2022) | Posição |
| ---------------------------- | ------- |
| Brasil (PMB Streaming)       | 72      |

## Certificações
| Região                                                        | Certificação | Vendas   |
| ------------------------------------------------------------- | ------------ | -------- |
| Brasil (Pro-Música Brasil)                                    | 2× Diamante  | 600 000‡ |
| Portugal (AFP)                                                | Platina      | 10 000‡  |
| ‡ vendas+valores de streaming baseados apenas na certificação |              |          |